# Cynanchum comorense
Cynanchum comorense är en oleanderväxtart som beskrevs av Choux. Cynanchum comorense ingår i släktet Cynanchum och familjen oleanderväxter. Inga underarter finns listade i Catalogue of Life.